# Kelly Preston
Kelly Kamalelehua Smith, ismertebb nevén Kelly Preston (Honolulu, 1962. október 13. – Clearwater, 2020. július 12.) amerikai modell, színésznő.
Emlékezetesebb filmjei közé tartozik a Mischief – Első randi (1985), az Ikrek (1988) és a Jerry Maguire – A nagy hátraarc (1996). 1991 óta John Travolta felesége, együtt készítették el a Háború a Földön című 2000-es sci-fit. Preston további szereplései közt található a Nekem 8 (1997), A macska – Le a kalappal! (2003), a Vén csontok (2009) és a Gotti (2018) – utóbbi két filmben szintén Travolta partnereként szerepelt.

## Fiatalkora és családja
Kelly Kamalelehua Smith néven született Honolulun és itt is nevelkedett. Családja hawaii mellett angol, ír, német és skót felmenőkkel is rendelkezik. Édesanyja, Linda Carlson adminisztrátorként dolgozott egy mentálisegészség-központban, nevelőapja, Peter Palzis személyzeti igazgató volt. Vér szerinti apja vízbe fulladt, amikor a lány még csak hároméves volt, így Palzis nevelte fel. Tizennégy éves korában szülei elváltak egymástól, Preston édesanyjával és Chris Palzis nevű féltestvérével (aki később forgatókönyvíró lett) két évre Ausztráliába költözött. A lányt tizenhat évesen fedezte fel egy divatfotós, ezután kezdett modellkedni. Korábban egy évet Irakban is élt. Tizenéves korában már szerepet kínáltak neki A kék lagúna című filmben, de végül Brooke Shields kapta meg a főszerepet. A honolului Punahou School tanintézményben érettségizett le 1980-ban, ezt követően Los Angelesbe költözött. Itt drámát, valamint színjátszást tanult a Dél-kaliforniai Egyetemen, továbbá a Kaliforniai Egyetemen. John Carpenter Christine című 1983-as filmjében kapott egy kisebb szerepet és a film forgatása közben találta ki a nehezen megjegyezhető Palzis helyett a Preston nevet.

## Színészi pályafutása
Első jelentősebb filmes szerepeit 1985-ben szerezte meg, először a Mischief – Első randi című romantikus vígjátékban, majd a hasonló műfajú Titkos imádó című filmben. 1986-ban az Űrtáborban, 1988-ban pedig Arnold Schwarzenegger és Danny DeVito oldalán az Ikrek című vígjátékban szerepelt.
Az 1990-es években fontosabb filmje volt a Tom Cruise főszereplésével készült Jerry Maguire – A nagy hátraarc (1996), továbbá a Nekem 8 (1996), utóbbiban Tim Robbins és Martin Lawrence partnereként vállalt szereplést. 1998-ban Eddie Murphy és Jeff Goldblum mellett tűnt fel A szentfazék című vígjáték-drámában. 1999-ben Preston A pálya csúcsán című Kevin Costner-sportdrámában színészkedett.
A 2000-ben bemutatott, L. Ron Hubbard regénye alapján készült Háború a Földön című sci-fi-akciófilmben férje, John Travolta oldalán játszott. Alakítását a legrosszabb női mellékszereplőnek járó Arany Málna díjjal „jutalmazták”. A macska – Le a kalappal! (2003) című, Mike Myers főszereplésével készült fantasy-vígjátékkal a színésznő megszerezte második Arany Málna-jelölését is. A 2009-es Vén csontok című vígjátékban ismét Travolta mellett tűnt fel és újabb Arany Málnára jelölték. A házaspár a 2018-as Gotti című életrajzi bűnügyi drámában is együtt szerepel, Prestont a film megjelenését követően két kategóriában jelölték Arany Málna-díjra.

## Magánélete

### Házasságai

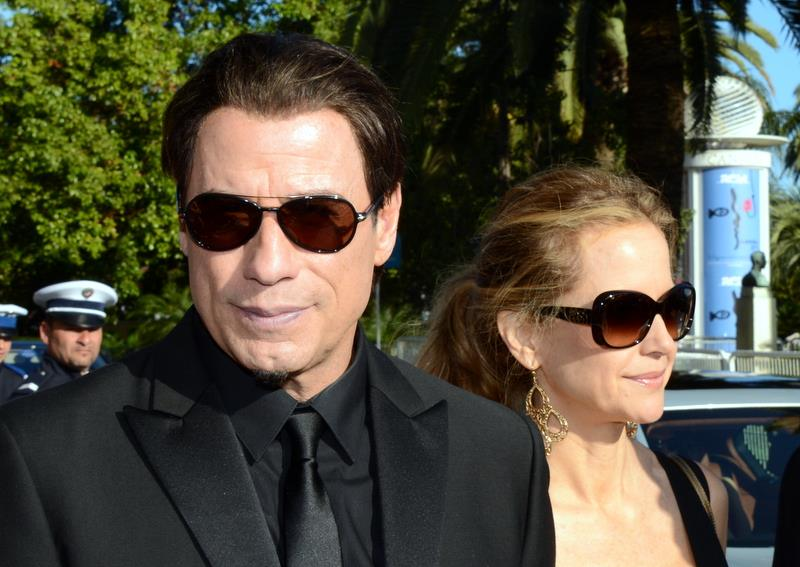
Travolta és Preston a 2018-as cannes-i fesztiválon.

Preston 1985-től 1987-es válásukig Kevin Gage színész felesége volt. A színésznő George Clooney-val is párkapcsolatban élt, illetve 1990 körül rövid időre Charlie Sheen jegyese volt, aki a hollywoodi pletykák szerint egy alkalommal fegyverrel meglőtte a színésznőt (Preston egy 2011-es interjúban azt állította, baleset történt és Sheen nem szándékosan lőtt rá).
1987-ben ismerte meg John Travoltát a Zűrös páros című film forgatásán. 1991 szeptemberében házasodtak össze, három gyermekük született: Jett (meghalt 2009-ben), Ella és Benjamin.
Travoltához hasonlóan Preston is a szcientológia követője, 1991-es párizsi esküvőjüket az egyház egyik lelkésze vezette le.

### Fia betegsége és halála
John Travolta és Kelly Preston fia, Jett Travolta már csecsemőként Kawasaki-betegségben szenvedett és időnként rohamai voltak. 2003-ban Preston megjelent a szcientológiai egyház által szervezett The Montel Williams Show-n, hogy ezzel segítse fia gyógyulását
2009. január 2-án Jett Travolta meghalt, miközben a család nyaralt a Bahama-szigeteken. Halálának okát egy erős rohamnak tulajdonították. 2009 szeptemberében Travolta és Preston megerősítették a régóta zajló spekulációkat, amikor tanúvallomást tettek arról, hogy fiuk autizmusban szenvedett és rendszeres rohamai voltak.
2009. január 23-án három embert tartóztattak le Bahama-szigetekben egy több millió dolláros zsarolás miatt Travolta és Preston ellen, fiuk halálának körülményei miatt. Egyikőjük Obie Wilchcombe, a bahamai parlament tagja és a korábbi bahamai turisztikai miniszter, Travolta és Preston "közeli barátja" volt. A két másik letartóztatott Tarino Lightbourne és egy Bahama-szigeteki szenátor, Pleasant Bridgewater. Bridgewatert zsarolásban való részvétellel és zsarolásban összeesküvéssel vádolták meg, és az állítások eredményeként lemondott szenátusi tagságáról. Az első tárgyalás eredménytelenül zárult. A második alkalommal az esküdtszék kiválasztását követően a Travolta család úgy döntött, hogy visszavonja a keresetet, és az alperesekkel szemben felhozott összes vádat elutasították.

## Betegsége és halála
2020. július 12-én, 57 éves korában hunyt el Preston, két évvel azután, hogy emlőrákot diagnosztizáltak nála. Halálát férje, John Travolta és lánya, Ella egy Instagram-bejegyzésben jelentette be.

## Filmográfia

### Film
| Év   | Magyar cím                      | Eredeti cím                              | Szerep                             | Magyar hang       |
| ---- | ------------------------------- | ---------------------------------------- | ---------------------------------- | ----------------- |
| 1983 | Éjféli leszámolás               | 10 to Midnight                           | Doreen                             |                   |
| 1983 | Acélvihar                       | Metalstorm: The Destruction of Jared-Syn | Dhyana                             | Farkasinszky Edit |
| 1983 | Christine                       | Christine                                | Roseanne                           |                   |
| 1985 | Mischief – Első randi           | Mischief                                 | Marilyn McCauley                   |                   |
| 1985 | Titkos imádó                    | Secret Admirer                           | Deborah Anne Fimple                | Kökényessy Ági    |
| 1985 | Titkos imádó                    | Secret Admirer                           | Deborah Anne Fimple                | Tamási Nikolett   |
| 1986 | Űrtábor                         | SpaceCamp                                | Tish Ambrosé                       | Dudás Eszter      |
| 1986 | Tíz másodperc az élet           | 52 Pick-Up                               | Cini                               | Csellár Réka      |
| 1987 |                                 | Love at Stake                            | Sara Lee                           |                   |
| 1987 |                                 | A Tiger's Tale                           | Shirley Butts                      |                   |
| 1987 | Amazonok a Holdon               | Amazon Women on the Moon                 | Violet                             |                   |
| 1988 | Ördögfattyak                    | Spellbinder                              | Miranda Reed                       |                   |
| 1988 | Ikrek                           | Twins                                    | Marnie Mason                       | Tóth Enikő        |
| 1989 | Zűrös páros                     | The Experts                              | Bonnie                             | Solecki Janka     |
| 1991 |                                 | Run                                      | Karen Landers                      |                   |
| 1992 | Only You – Téged egyedül        | Only You                                 | Amanda Hughes                      | Kiss Erika        |
| 1992 | Only You – Téged egyedül        | Only You                                 | Amanda Hughes                      | Gubás Gabi        |
| 1994 | Dupla csavar                    | Double Cross                             | Vera Blanchard                     |                   |
| 1994 | A szerelem fegyvere             | Love Is a Gun                            | Jean Starr                         |                   |
| 1995 |                                 | Mrs. Munck                               | Rose fiatalon                      |                   |
| 1995 | Az igazira várva                | Waiting to Exhale                        | Kathleen (stáblistán nem szerepel) |                   |
| 1996 | Ez az életem!                   | Citizen Ruth                             | Rachel                             | Gubás Gabi        |
| 1996 | Alkonyattól pirkadatig          | From Dusk till Dawn                      | Kelly Houge riporter               | Mics Ildikó       |
| 1996 | Vérfagyasztó                    | Curdled                                  | Kelly Hogue                        |                   |
| 1996 | Jerry Maguire – A nagy hátraarc | Jerry Maguire                            | Avery Bishop                       | Náray Erika       |
| 1997 | Meglesni és megszeretni         | Addicted to Love                         | Linda                              | Détár Enikő       |
| 1997 | Nekem 8                         | Nothing to Lose                          | Ann Beam                           | Kökényessy Ági    |
| 1997 | Nekem 8                         | Nothing to Lose                          | Ann Beam                           | Orosz Anna        |
| 1998 | A szentfazék                    | Holy Man                                 | Kate Newell                        | Kökényessy Ági    |
| 1998 | Hóbarát                         | Jack Frost                               | Gabby Frost                        | Kökényessy Ági    |
| 1998 | Isten hozta Hollywoodban        | Welcome to Hollywood                     | önmaga (áldokumentumfilm)          |                   |
| 1999 | A pálya csúcsán                 | For Love of the Game                     | Jane Aubrey                        | Orosz Anna        |
| 2000 | Háború a Földön                 | Battlefield Earth                        | Chirk                              |                   |
| 2001 | A papa és ők                    | Daddy and Them                           | Rose                               |                   |
| 2003 | Flört a fellegekben             | View from the Top                        | Sherry                             | Orosz Anna        |
| 2003 | Miről álmodik a lány?           | What a Girl Wants                        | Libby Reynolds                     | Fehér Anna        |
| 2003 | A macska – Le a kalappal!       | The Cat in the Hat                       | Joan Walden                        | Kiss Erika        |
| 2004 | Lökött gyásznép                 | Eulogy                                   | Lucy Collins                       | Ruttkay Laura     |
| 2004 |                                 | Return to Sender                         | Susan Kennan                       |                   |
| 2005 | Szuper felsőtagozat             | Sky High                                 | Josie Stronghold / Jetstream       | Kováts Adél       |
| 2006 |                                 | Broken Bridges                           | Angela Delton                      |                   |
| 2007 | Halálos ítélet                  | Death Sentence                           | Helen Hume                         | Götz Anna         |
| 2008 |                                 | Struck (rövidfilm)                       | Trista                             |                   |
| 2009 | Vén csontok                     | Old Dogs                                 | Vicki                              | Bertalan Ágnes    |
| 2010 | Párizsból szeretettel           | From Paris with Love                     | nő az Eiffel-toronyban             |                   |
| 2010 | Az utolsó dal                   | The Last Song                            | Kim                                | Orosz Anna        |
| 2010 | Casino Jack                     | Casino Jack                              | Pam Abramoff                       | Orosz Anna        |
| 2018 | Gotti                           | Gotti                                    | Victoria Gotti                     | Tóth Enikő        |

### Televízió
| Év        | Magyar cím              | Eredeti cím            | Szerep             | Megjegyzések                                                   |
| --------- | ----------------------- | ---------------------- | ------------------ | -------------------------------------------------------------- |
| 1980      | Hawaii Five-O           | Hawaii Five-O          | Wendy              | 1 epizód                                                       |
| 1982      |                         | Capitol                | Gillian McCandless | 1 epizód                                                       |
| 1983      |                         | Lone Star              | vörös hajú nő      | tévéfilm                                                       |
| 1983      |                         | Quincy, M.E.           | Ginger Reeves      | 1 epizód                                                       |
| 1983      |                         | The Renegades          | Lisa Primus        | 1 epizód                                                       |
| 1983      |                         | CHiPs                  | Anna               | 1 epizód                                                       |
| 1983–1984 | Szerelem és dicsőség    | For Love and Honor     | Mary Lee           | - állandó szereplő (12 epizód) - magyar hangja: - Kocsis Judit |
| 1984      |                         | Riptide                | Sherry Meyers      | 1 epizód                                                       |
| 1984      | Kék villám              | Blue Thunder           | Amy Braddock       | 1 epizód                                                       |
| 1990      | Mesék a kriptából       | Tales from the Crypt   | Linda              | 1 epizód                                                       |
| 1991      | Tökéletes menyasszony   | The Perfect Bride      | Laura              | - tévéfilm - magyar hangja: - Kisfalvi Krisztina               |
| 1993      |                         | The American Clock     | Diana Marley       | tévéfilm                                                       |
| 1994      |                         | Cheyenne Warrior       | Rebecca Carver     | tévéfilm                                                       |
| 1996      |                         | Little Surprises       | Ginger             | rövidfilm                                                      |
| 2000      |                         | Bar Hopping            | Bebe               | tévéfilm                                                       |
| 2001      |                         | Fear Factor            | önmaga             | 1 epizód                                                       |
| 2004      | Joey                    | Joey                   | Donna Di Gregorio  | 2 epizód                                                       |
| 2005      | Kövér színésznő         | Fat Actress            | Quinn Taylor Scott | visszatérő szereplő (4 epizód)                                 |
| 2008      |                         | Suburban Shootout      | Camilla Diamond    | eladatlan próbaepizód                                          |
| 2008      | A médium                | Medium                 | Meghan Doyle       | visszatérő szereplő (4 epizód)                                 |
| 2008      | A tizedik kör           | The Tenth Circle       | Laura Stone        | - tévéfilm - magyar hangja: - Madarász Éva                     |
| 2013      |                         | Keep Calm and Karey On | Karey              | tévéfilm                                                       |
| 2013      |                         | The Stafford Project   | Tabitha            | 1 epizód                                                       |
| 2016      | CSI: Cyber helyszínelők | CSI: Cyber             | Greer Latimore     | visszatérő szereplő (3 epizód)                                 |

## Díjak és jelölések
| Év   | Díj             | Kategória                                             | Jelölt mű                 | Eredmény |
| ---- | --------------- | ----------------------------------------------------- | ------------------------- | -------- |
| 2001 | Arany Málna díj | Legrosszabb női mellékszereplő                        | Háború a Földön           | Elnyerte |
| 2004 | Arany Málna díj | Legrosszabb női mellékszereplő                        | A macska – Le a kalappal! | Jelölve  |
| 2010 | Arany Málna díj | Legrosszabb női mellékszereplő                        | Vén csontok               | Jelölve  |
| 2019 | Arany Málna díj | Legrosszabb női mellékszereplő                        | Gotti                     | Jelölve  |
| 2019 | Arany Málna díj | legrosszabb filmes páros (John Travoltával megosztva) | Gotti                     | Jelölve  |

## Fordítás
- Ez a szócikk részben vagy egészben  a   Kelly Preston című angol Wikipédia-szócikk ezen változatának fordításán alapul.  Az eredeti cikk szerkesztőit annak laptörténete sorolja fel. Ez a jelzés csupán a megfogalmazás eredetét és a szerzői jogokat jelzi, nem szolgál a cikkben szereplő információk forrásmegjelöléseként.